# Carlo Bohländer
Jean Karl Bohländer, anomenat Carlo Bohländer (Frankfurt del Main, 25 de setembre, 1919 - Idem. 5 de juny, 2004), va ser un músic i pedagog de jazz alemany, trompetista i restaurador.

## Biografia
Bohländer va estudiar trompeta clàssica de 1935 a 1938 amb el Dr. Conservatori Hoch de Frankfurt i de 1938 a 1939 a la Universitat de Música. El 1938 va ser contractat com a tallador de carbó en un vaixell de passatgers de la línia Hamburg-America, motivat per escoltar jazz americà original a Nova York. El 1941 va ser un dels cofundadors del (no legalitzat) "Frankfurt Hot Club" i va tocar la trompeta al seu "Hotclub Combo". Durant la guerra va perdre pes i així arribar al mínim, per poder ser alliberat del servei militar a la Wehrmacht alemanya i poder tornar a tocar amb aquest combo, que incloïa Emil Mangelsdorff, Hans Otto Jung i Horst Lippmann.
Després del final de la Segona Guerra Mundial, Bohländer va treballar a lHotclub Sextett i a diversos combos més tradicionals el 1945, als quals es van afegir els Two Beat Stompers, fundats per Günter Boas, el 1949. El 1955 també va fer una gira amb Jutta Hipp i Joki Freund i va tocar a la banda de Vera Auer el 1956 i després amb Wolfgang Sauer.
El 1951 va fundar el Domicile du Jazz (més tard Jazzkeller) a Frankfurt i el 1955 el club de jazz Storyville i després el bar de jazz Down by the Riverside. El 1968, juntament amb la seva dona Anita Honis, es va fer càrrec de l'aleshores bar de música popular rus Balalaika, que després es va convertir en un bar de música internacional on, entre d'altres, era convidat Muhammad Ali. Bohländer va ensenyar jazz a la Universitat de Música de Colònia (1958–59) i va dirigir el curs de jazz a l'Escola de Música Juvenil de Frankfurt juntament amb Emil Mangelsdorff de 1960 a 1966. Va aparèixer menys des dels anys 60. Va escriure diversos llibres i fulletons, incloent una teoria de l'harmonia (jazz), una anatomia del swing (1986) i va ser el primer editor de la sèrie de llibres de text Jazz Studio. Amb Karl Heinz Holler, també és autor de la primera enciclopèdia de jazz en llengua alemanya, "Reclam's Jazz Guide", de les diferents edicions de la qual va ser responsable fins a la seva mort.
L'any 1991 la ciutat de Frankfurt del Main li va concedir la Medalla Johanna Kirchner, i el 2003 va rebre la placa d'honor de la ciutat de Frankfurt del Main. El documental Carlo, Keep Swingin es va fer el 2014.